# ناحیه پلزن-شمالی
ناحیهٔ پلزن-شمالی (به چکی: Plzeň-North District) یک ناحیه در جمهوری چک است که در منطقه پلزن واقع شده‌است. ناحیهٔ پلزن-شمالی ۱٬۲۸۶٫۷۹ کیلومتر مربع مساحت و ۷۳٬۰۶۱ نفر جمعیت دارد.

## خواهرخوانده
شهر دگندورف خواهرخواندهٔ ناحیهٔ پلزن-شمالی هست.